# Lymantria mosera
Lymantria mosera är en fjärilsart som beskrevs av Druce 1898. Lymantria mosera ingår i släktet Lymantria och familjen tofsspinnare. Inga underarter finns listade i Catalogue of Life.